# Lejek Büchnera

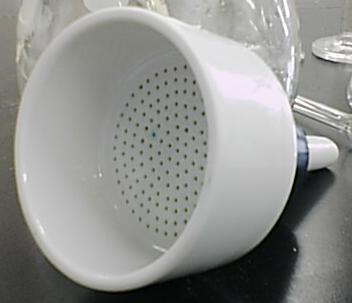
Porcelanowy lejek Büchnera

Lejek Büchnera – rodzaj lejka laboratoryjnego z dnem sitowym do sączenia większych ilości osadu metodą podciśnieniowa. Lejek ten został opatentowany w 1888 roku przez Ernsta Büchnera.
Zazwyczaj są to lejki porcelanowe, chociaż mogą być także wykonane ze szkła. Ich cechą charakterystyczną jest sitowe dno, na którym można ułożyć krążek z bibuły filtracyjnej. Ze względu na rozmiary i walcowaty kształt górnej części lejek Büchnera pozwala na przesączenie dużych ilości osadu.
Stosuje się go przede wszystkim do sączenia pod zmniejszonym ciśnieniem. W tym celu zestawia się go z kolbą ssawkową, zwaną również kolbą Büchnera, a połączenie zabezpiecza gumowym korkiem. Jako aparat do wytwarzania podciśnienia używa się zazwyczaj pompki wodnej.
Do sączenia małych ilości osadu stosuje się lejki Hirscha, które zestawia się z probówkami ssawkowymi.